# Jean-Jacques Rapin
Jean-Jacques Rapin, né le 19 septembre 1932 à Vevey et mort le 23 juillet 2015, est un chef de chœur vaudois qui a été notamment président de l'orchestre de chambre de Lausanne et directeur du conservatoire de Lausanne.

## Biographie
Jean-Jacques-Rapin occupe successivement les postes d'instituteur (1952 à 1960), de maître de musique au Collège de Béthusy à Lausanne (1960 à 1968), de professeur de musique à l'école normale (1966 à 1983), et enfin de directeur du Conservatoire de Lausanne (1984-1998). Parallèlement à sa carrière musicale, Jean-Jacques Rapin assume des responsabilités militaire comme lieutenant-colonel d'artillerie. Il exerce son commandement pendant dix-sept ans au sein de la Brigade de forteresse 10, dont celui du Groupe fortifié de Saint-Maurice. Il est également l'un des fondateurs de l'Association Saint-Maurice d'études militaires.
De 1976 à 1984, Jean-Jacques-Rapin est membre puis président de la commission musicale de la Société cantonale des chanteurs vaudois. Il dirige La Lyre de Moudon et l'Union chorale de Vevey et donne des concerts en collaboration avec l'Orchestre symphonique de Bienne et l'Orchestre de chambre de Lausanne. Fortement impressionné et influencé par Ernest Ansermet, il participe en 1979 à la création de l'Association Ernest Ansermet. Ami de la veuve de Wilhelm Furtwängler, il est à l'origine de la traduction et de l'édition française des Carnets de ce dernier.
Dès 1975, Jean-Jacques-Rapin est membre puis président de la Fondation Pierre et Louisa Meylan. Durant sa première année de direction au Conservatoire, il crée les Jeudis du Conservatoire et reçoit le prix Hugo-de-Senger pour l'ensemble de son activité musicale. Deux ans plus tard, il suscite la création de l'Association vaudoise des conservatoires et écoles de musique. Enfin, dès 1989, il est nommé président de l'Association puis de la Fondation de l'Orchestre de chambre de Lausanne (OCL), poste qu'il quitte en 2001. C'est sous sa direction que le Conservatoire a déménagé, en 1990, dans ses nouveaux locaux, les anciennes Galeries du Commerce. Jean-Jacques Rapin témoigne de cette entreprise ambitieuse, lors des événements célébrant les vingt ans du "nouveau" Conservatoire de Lausanne en novembre 2010.
Par ailleurs, de nombreuses publications ont émaillé ses cinquante ans de carrière, dont À la découverte de la musique (7e édition!, Lausanne, Payot, 2001), De la garnison de Saint-Maurice à la Brigade de forteresse 10 [1892-2003] (St-Maurice, Association Saint-Maurice d'études militaires, 2004), L'esprit des fortifications: Vauban - Dufour, les forts de Saint-Maurice (Lausanne, Presses polytechniques et universitaires, 2010).
Afin d'honorer l'engagement de Jean-Jacques Rapin pour son activité en faveur de la culture au sein de la cité lausannoise, la Municipalité lui remet la Médaille d'or 2001 de la Ville, au Casino de Montbenon à la salle Paderewski, le 6 décembre 2001. En 2006, le prix de l'Association Vauban lui est remis pour l'ensemble de son œuvre sur les fortifications. Un fonds Jean-Jacques Rapin a été créé à la Bibliothèque cantonale et universitaire de Lausanne.

## Sources
- « Jean-Jacques Rapin », sur la base de données des personnalités vaudoises sur la plateforme « Patrinum » de la Bibliothèque cantonale et universitaire de Lausanne.
- Musique et Humanisme. Recueil offert à Jean-Jacques Rapin, sous la direction de Jean-Louis Matthey, Lausanne, Revue musicale de Suisse romande : Bibliothèque cantonale et universitaire, 1998
- Antonin Scherrer, Conservatoire de Lausanne 1861-2011 : 150 ans, Gollion, Infolio éditions, 2011
- Le Temps, 1998/10/06
- 24 Heures, 1995/10/10
- 24 Heures, 2006/03/30, p. 25
- 24 Heures, 2011/12/31, p. 20
- Rapin, Jean-Jacques, L'esprit des fortifications : Vauban, Dufour, les forts de Saint-Maurice, Lausanne, Presses polytechniques et universitaires romandes, cop. 2003
- Senff, Boris, "Elevé par la musique, Jean-Jacques Rapin a servi sa foi", 24 Heures, 28 juillet 2015, p. 25
- Arlettaz, Vincent, "Jean-Jacques Rapin: 1932-2015", Revue musicale de Suisse romande, 68e année n°3, septembre 2015, p. 4-9.